# 世界に告ぐ
『世界に告ぐ』（せかいにつぐ、独: Ohm Krüger）は、1941年にドイツで製作された伝記映画。監督はハンス・シュタインホフ。第二次ボーア戦争を題材にした作品であり、イギリスがボーア人に対し残虐行為をしたとして宣伝する一種の国策映画として制作された。劇中では南アフリカの政治家、ポール・クリューガーの生涯とトランスヴァール共和国の崩壊を描いている。

## あらすじ
19世紀後期。英領ケープ植民地から北へ移住したボーア人（アフリカーナー）たちはトランスヴァール共和国を建国し、平和な日々を過ごしていた。トランスヴァール領内に世界最大の金鉱脈が発見されると、イギリスの政治家セシル・ローズはトランスヴァール侵略を画策。宣教の名目で黒人たちを焚きつけ謀略を企てるも、トランスヴァール共和国大統領ポール・クリューガーは異変に気付く。ローズとジョゼフ・チェンバレンはヴィクトリア女王に開戦を促すが、女王は戦争より友好条約を結んで金の採掘権を得る方が得策と考え、クリューガーをロンドンへ招く。クリューガーは自国の利益のため採掘に重税を課し、専売権をトランスヴァール側が握る条件で条約に応じる。納得できないローズはクリューガーに面会し、買収を目論むが失敗。イギリスの露骨な企てにボーア人たちは激怒し、第二次ボーア戦争が勃発する。トランスヴァール軍は遊撃戦でイギリス軍に抵抗し、連戦戦勝を続ける。
苦戦に悩むイギリスはホレイショ・ハーバート・キッチナーを最高指揮官に任命し、正規戦から民家や農場を焼き払う焦土戦術に切り替える。多数のボーア人女性や子供が強制収容所へ監禁され、相次ぐ悲報にクリューガーは視力を失い始める。クリューガーの息子ヤンは、イギリス留学経験がある反戦主義者だったが、妻ペトラがイギリス軍下士官に襲われたのをきっかけに抵抗を決意し、欧州諸国に働きがけるようクリューガーを説得する。クリューガーは欧州諸国へ渡るが、援助を得られず、失意の中失明する。
ヤンは、捕らえられた妻ペトラに会うため収容所へ忍び込むが、イギリス軍に捕らえられてしまう。イギリス軍は見せしめでヤンを絞首台の上に立たせる。ヤンは処刑の直前に空を見あげると「イギリスに呪いあれ！」と叫び、壮絶な最期を遂げる。ペトラも同時に「イギリスに呪いあれ！」と叫び、逆上したイギリス軍将校に射殺される。イギリス軍は反発するボーア人の女性たちに銃を向けると大量虐殺を開始し、トランスヴァールの大地は墓標で埋め尽くされるのであった。

## キャスト
- エミール・ヤニングス：ポール・クリューガー
- ルーシー・ヘーフリッヒ（ドイツ語版）：サンナ・クリューガー
- ヴェルナー・ヒンズ（ドイツ語版）：ヤン・クリューガー
- ギゼラ・ウーレン ：ペトラ
- エルンスト・シュレーダー：アドリアン・クリューガー
- フェルディナント・マリアン（ドイツ語版）：セシル・ローズ
- グスタフ・グリュントゲンス：ジョセフ・チェンバレン
- ヘートヴィヒ・ワンゲル（ドイツ語版）：ヴィクトリア女王

## その他
- 第二次世界大戦でイギリスを指導したウィンストン・チャーチルは、従軍記者として第二次ボーア戦争に参戦している。
- 日本では1943年9月2日に公開された。ポスターのキャッチコピーには「撃て米英！」と掲載させているが、作中でアメリカが登場する描写はない。
- 黒澤明は「目標に向かって、全てが徹底的に集中されているのに感嘆しました。攻撃的な映画制作の勝利だと思います」と本作品を評価した。
- 小林秀雄は「あんなもの糞でも喰えだ」と感想を述べた。
- 挿入歌「Burenland ist freies Land 」はドイツ週間ニュースの挿入曲に流用されている。
- ナチスドイツの映画だが、黒人のエキストラが大量に登場するシーンがある。登場するボーア人、イギリス人はドイツ人が演じている。